# Prosthopycoides lynchi
Prosthopycoides lynchi är en plattmaskart. Prosthopycoides lynchi ingår i släktet Prosthopycoides och familjen Lecithodendriidae. Inga underarter finns listade i Catalogue of Life.